# Estat de setge
Estat de setge és el règim excepcional que declara un govern en certes condicions especials. Les característiques de l'estat de setge depenen de la constitució de cada país. Per regla general, l'estat de setge s'assembla a la situació de guerra, en la que s'atorguen a les forces de seguretat de l'estat facultats extraordinàries per tal de garantir l'ordre i la pau social.
L'estat de setge representa un concepte equivalent al d'estat de guerra, i per això es dona a les forces armades facultats preponderants per als actes de repressió. Durant l'estat de setge queden en suspens les garanties constitucionals, amb major o menor extensió, segons les legislacions. En algunes d'elles, com succeeix en l'Argentina, s'autoritza al cap d'Estat a detenir a les persones i a traslladar-les d'un punt a un altre de la nació, tret que prefereixin sortir del territori nacional.
La declaració de l'estat de setge representa, en el Dret Polític, una institució molt discutida, no perquè es desconegui la necessitat de la seva implementació en moments determinats, sinó pels abusos al fet que es presta per part del poder executiu.
Aquest estat es dicta, generalment, en cas d'invasió, guerra exterior, guerra civil o perill imminent que es produeixin.

## Estat de setge a la legislació espanyola
A Espanya, l'estat de setge serà declarat pel Congrés dels Diputats per majoria absoluta, a proposta exclusiva del Govern, conforme determina en el seu article 116.4 la Constitució, que al seu torn remitent a una llei orgànica per regular els estats d'alarma, d'excepció i de setge, així com les competències i limitacions corresponents.
Aquesta normativa legal precisa que el Govern podrà proposar al Congrés dels Diputats la declaració d'estat de setge «quan es produeixi o amenaci produir-se una insurrecció o acte de força contra la sobirania o independència d'Espanya, la seva integritat territorial o l'ordenament constitucional que no pugui resoldre's per altres mitjans». «La corresponent declaració —afegeix— determinarà l'àmbit territorial, durada i condicions de l'estat de setge».
El Congrés dels Diputats podrà així mateix determinar en aquesta declaració «els delictes que durant la seva vigència queden sotmesos a la Jurisdicció Militar». En aquestes circumstàncies, el Govern, que dirigeix la política militar i de la defensa, assumirà totes les facultats extraordinàries previstes en la Constitució i en la citada Llei Orgànica d'Estats d'Alarma, d'Excepció i de Setge i designarà l'autoritat militar que, sota la seva direcció, hagi d'executar les mesures que procedeixin al territori al fet que l'estat de setge es refereixi
L'autoritat militar publicarà i difondrà oportunament els bans amb les mesures i prevencions necessàries, d'acord amb la Constitució, la referida Llei Orgànica 4/1981 i les condicions reflectides a la declaració de l'estat de Setge. Durant el temps en què romangui vigent aquesta situació excepcional, la citada Llei Orgànica 4/1981 determina que les autoritats civils continuaran en l'exercici de les facultats que no hagin estat conferides a l'autoritat militar, a la qual donaran les informacions que aquesta li sol·liciti i quantes notícies referents a l'ordre públic arribin al seu coneixement.